# Landesverband Amateurtheater Sachsen
Der Landesverband Amateurtheater Sachsen e.V. (LATS) ist ein 1990 in Dresden gegründeter Verein zur Pflege und Förderung sächsischen Laienspiels. Als ehemaliges Mitglied des „Amateurtheaterverbandes der DDR (ATV)“ knüpft der Landesverband an eine noch aus diesen Zeiten stammende Tradition an, möglichst alle Genres der Darstellenden Kunst (von der Pantomime bis zum Figurentheater) zu vereinigen. 2007 hatte der LATS nahezu 1000 Mitglieder in 33 Theatergruppen.
Der LATS ist Mitglied im Bund Deutscher Amateurtheater.